# مسافر (نماهنگ)
نماهنگ مسافر ساختهٔ فیلمساز ایرانی سام چگینی است که به عنوان نماهنگ رسمی برای قطعهٔ "مسافر" اثر خواننده مشهور
فولک هلندی لیندا نایلند ساخته شده‌است و داستان آن دربارهٔ مسافری ست که در مسیر سفر از خود سوال‌هایی نمادین دربارهٔ معنای زندگی می‌پرسد.
این نماهنگ برای انتقال حس بهتر ترانه و آهنگ در نظر گرفته شد و برای پس زمینه‌های آن از نقاشی‌های آبرنگ نقاش ایرانی، مجید مهدی استفاده شده‌است.
چگینی در سال ۱۳۹۱ در بخش مسابقه بهترین نماهنگ جایزهٔ حلقه سلطنتی را از جشنواره بین‌المللی فیلم کانادا برای ساخت این نماهنگ دریافت کرد.
نماهنگ مسافر تاکنون در جشنواره‌های بین‌المللی فراوانی حضور داشته‌است و همچنین در ششمین جشنواره فیلم و موسیقی بومتاون تگزاس نیز موفق به کسب مقام دوم در بخش بهترین نماهنگ تجربی شد

## صدر جدول فریزلند
در شانزدهم مارچ ۲۰۱۳ نماهنگ مسافر به رأی مخاطبان در صدر جدول پر طرفدارترین نماهنگ هفته برنامه تلویزیونی کلیپکار+ شبکه فریزلند قرار گرفت.

## منتخب شبکه پی بی اس
بیست و دوم می 2014 نماهنگ مسافر به رأی مخاطبان برنده بهترین فیلم کوتاه هفته برنامه تلویزیونی "حلقه فیلم 13" شبکه پی بی اس شد.

## جدول پخش
- وینهازن، هلند - جشنواره بین‌المللی موسیقی فولک نوردفولک هلند - ۲۵ آگوست ۲۰۱۲
- تهران، ایران - نگارخانه آریا - جلسه اکران و نمایشگاهی از آثار استفاده شده در نماهنگ - ۹ سپتامبر ۲۰۱۲
- بخارست، رومانی - جشنواره بین‌المللی فیلم‌های دیجیتال کینوفست - ۲۶ اکتبر ۲۰۱۲
- قزوین، ایران - آمفی تئاتر مولانا - ۱۴ نوابر ۲۰۱۲
- یوریت دی مار، اسپانیا - جشنواره بین‌المللی انیمیشن سنجاقک - ۲۲ نوامبر ۲۰۱۲
- تگزاس، آمریکا - ششمین جشنواره بین‌المللی فیلم و موسیقی بومتاون - ۲۲ فوریه ۲۰۱۳
- لس آنجلس، آمریکا - سینماتینی - ۲۱ مارچ ۲۰۱۳
- تورنتو، کانادا - جشنواره نماهنگ تورنتو - ۲۲ مارچ ۲۰۱۳
- لندن، انگلیس - راکسی بار و اکران فیلم - ۷ آوریل ۲۰۱۳
- آلبرتا، کانادا - جشنواره فیلم تث بریج (لمپز) - ۱۱ آوریل ۲۰۱۳
- لارنس کانزاس، آمریکا - جشنواره بین‌المللی فیلم فری استیت - ۲۶-۲۸ آوریل ۲۰۱۳
- اوکلاهوما، نرمن، آمریکا - جشنواره انتخاب نماهنگ - ۲۷ آوریل ۲۰۱۳
- آلبرتا، کانادا - جشنواره فیلم سینماجین - 24 مه 2013
- سان فرانسیسکو، کالیفرنیا - جشنواره فیلم شبکه جوانان منطقه بِی - 1 و 2 ژوئن 2013
- جورجیا، آتن - جشنواره نماهنگ چرخ دنده/فیلم آتن - 15 ژوئن 2013
- بردفورد، انگلیس - جشنواره بین‌المللی فیلم کو-اپریت - جولای 2013
- لندن، انگلیس - جشنواره بین‌المللی فیلم والتامسو - 14 جولای 2013
- لندن، انگلیس - جشنواره بین‌المللی فیلم و ویدئو پورتوبلو - 30 آگوست 2013
- سیدنی، استرالیا - جشنواره بین‌المللی فیلم کودکان و نوجوانان آبرن - 19 سپتامبر 2013
- سان فرانسیسکو، کالیفرنیا - جشنواره فیلم‌های ایرانی سان فرانسیسکو - 29 سپتامبر 2013
- دنویل، ایندیانا - جشنواره بین‌المللی فیلم‌های کوتاه ایندیانا - 12 اکتبر 2013
- ایروان، ارمنستان - جشنواره بین‌المللی انیمیشن ایروان - اکتبر 2013
- سیدنی، استرالیا - جشنواره بین‌المللی فیلم کوتاه سوپ - 19 ژانویه 2014
- قزوین، ایران - سالن حافظ حوزه هنری استان قزوین - 8 مارس 2014

## جوایز
- حلقه سلطنتی جشنواره بین‌المللی فیلم کانادا - مسابقه بهترین نماهنگ (۲۰۱۳)
- رتبه اول بهترین نماهنگ - نهمین جشنواره بین‌المللی فیلم قهرمان من (۲۰۱۳)
- رتبه دوم بهترین نماهنگ تجربی - ششمین جشنواره بین‌المللی فیلم و موسیقی بومتاون تگزاس (۲۰۱۳)